# Ingrid Klimke
Ingrid Klimke (ur. 1 kwietnia 1968 w Münster), niemiecka zawodniczka jeździectwa, złota medalistka olimpijska z Pekinu.

## Życiorys
Jest córką Reinera, wielokrotnego medalisty olimpijskiego. Startuje we Wszechstronnym Konkursie Konia Wierzchowego. W Pekinie odniosła największy sukces w swej karierze, zwyciężając w drużynie. Brała udział w igrzyskach w Sydney i w Atenach, w drużynie w 2006 zdobyła tytuł mistrza świata. Ma na swym koncie także tytuły mistrza Niemiec.

## Starty olimpijskie (medale)
Pekin 2008
- WKKW - konkurs drużynowy (Abraxxas) -  złoto

Londyn 2012
- WKKW - konkurs drużynowy -  złoto